# XERIN-AM
Radio RIN o Radio Infantil fue una estación de radio pública localizada en la Ciudad de México perteneciente al Instituto Mexicano de la Radio (IMER). Transmitió en 660 kHz de la banda de amplitud modulada de 1984 a 1992 con 10 000 watts de potencia y ha sido la única radio en México enteramente dedicada a contenidos infantiles.

## Historia

### Contexto
Radio RIN tuvo como antecedente el programa infantil El rincón de los niños que se transmitió en la década de 1970 en Radio UNAM bajo el mando de Rocío Sanz. El 23 de marzo de 1983, por decreto presidencial de Miguel de la Madrid Hurtado, fue fundado el IMER, luego de que dicho político lo hiciera una promesa de campaña. El instituto opera desde entonces distintas frecuencias radiofónicas con conceptos temáticos, por ejemplo Estéreo Joven (XHOF-FM, actual Reactor 105.7) dedicada a audiencias jóvenes, u Opus 94 (XHIMER-FM), dedicada a la difusión de la música académica conocida como "clásica". 
La frecuencia del 660 del AM había pertenecido a distintos grupos empresariales de la radio como Radio Programas de México, pero en 1983 pertenecía a Radio, Televisión y Cinematografía (RTC), órgano regulador de dichas áreas de la Secretaría de Gobernación de México y transmitía música tropical.

### Planeación
Su planeación inició en 1983 cuando Leopoldo Falcón propuso a Teodoro Rentería, entonces director del IMER, contar con una estación infantil, quien lo aceptó "sin tanto rollo". El tiempo para planificar la estación fue corto, apenas unos meses antes de 1984. Leopoldo Falcón había hecho la propuesta en los Foros de Consulta Popular convocados desde la presidencia de Miguel de la Madrid, y recibió el nombramiento de primer gerente de la estación. Falcón aceptó el encargo advertido de que operaría con pocos recursos, un reducido equipo técnico (una secretaria, una asistente, cuatro productores y cuatro locutores. 
Dicho personal estaba en contra de la radio infantil en sus inicios, según Falcón, debido a que perderían la payola, es decir, sobornos que dan los grupos o artistas musicales a programadores de las estaciones de radio para que su música sea emitida.

### 1984-1989
Radio RIN inició transmisiones el 1 de enero de 1984 desde una cabina en la colonia Florida de la Ciudad de México con la vocación de ser una radio para niños y niñas. El proyecto fue apoyado por Francisco Gabilondo Soler "Cri-Cri", y fue una de sus canciones lo primero que sonó en la emisora. Su primer director fue Falcón. Tuvo como fin fomentar "un espíritu crítico, reforzamiento de valores, autoestima y creatividad, dando a conocer tanto sus tradiciones nacionales, como sus derechos en familia, en la sociedad y seres individuales.". Además, se prohibió que en la estación se programaran "tendencias comerciales o consumistas", incluida la música infantil considerada como comercial, "y no habrá lugar para los "menudos" o Parchis y toda esa serie de conjuntos infantiles que han sido convertidos en instrumentos de manipulación de los gustos infantiles" se citó en su declaración de principios. Debido a la carencia de difusión de música dedicada a la infancia, Radio RIN sirvió también como punto de encuentro y de grabación de discos completos de los pocos artistas dedicado a ello en los años 80 en el país como Kitzia y Gabriela Huesca y los Hermanos Rincón. Pese a esa declaración, eran transmitidos comerciales de distinta índole orientados no sólo al consumo infantil sino a públicos adultos, incluidos contenidos de tipo deportivo. De las 6 de la mañana a las 6 de la tarde, los contenidos estaban segmentados a niños y niñas, y por la tarde se buscó generar contenidos educativos que orientaran a padres de familia y al público adolescente, con programas como "Estrenando cuerpo", que buscó hablar sobre vida sexual a los jóvenes, lo cual fue criticado en la época. Asimismo se buscó reducir la influencia de manifestaciones culturales extranjeras, "Radio Infantil coadyuva a frenar la penetración cultural extranjera que introduce valores equívocos de nuestra niñez"
En 1984 la estación recibía un promedio de 500 llamadas diarias de niños pidiendo canciones o con el fin de platicar sus historias.
La labor de las y los colaboradores de Radio RIN se amplió fuera de la estación, impartiendo estos talleres radiofónicos infantiles en ferias del libro, visitas guiadas de escuelas a la estación e incluso la formación de un grupo de teatro infantil, así como la realización de conciertos masivos con los artistas que coincidían en la estación. El plan no se realizó.

### 1989-1992
El entonces director del IMER, Gerardo Estrada, emprendió en 1989 una renovación de los contenidos de las distintas frecuencias radiofónicas incluida Radio RIN. Marta Romo fue designada como la nueva gerenta de la estación, quien lideró el Plan de Trabajo para XERIN, presentado el 8 de enero de ese año a Estrada. El objetivo de Romo era elevar la autoestima de la audiencia infantil -que en ese momento conformaba el 40% de la población de la Ciudad de México- y brindarle un poco de afecto a través de la programación.
Cuando Romo toma las riendas de la estación, Radio Rin transmitía de 6 a 22 horas, aunque las últimas dos se enlazaba con las otras estaciones del IMER para transmitir noticias y otros programas para un público de mayor edad. Entre las emisiones que se escuchaban al principio de este periodo se pueden mencionar "De puntitas", programa surgido originalmente en Radio Educación; "Caminito de la escuela", pensado para escucharse en el trayecto en el auto rumbo al colegio, "El mundo de Cri-Cri", con música del cantautor Francisco Gabilondo Soler; "Un taller de orejas", programa pensado para reflexionar sobre el sonido en un contexto urbano muchas veces abrumador a nivel auditivo.

### Fin de la estación y protestas por el cierre
Una colaboradora de la estación, Maité Ibarguengoitia, recuerda que a mediados de 1991 las autoridades del IMER mostraron molestia ante la estación ante presuntas llamadas de padres de familia inconformes por una campaña de Radio RIN ante la violencia y el abuso sexual infantil. Según el entonces director del IMER, Alejandro Montaño, "los niños se volvían rezongones, de que no se dejaban golpear, que estábamos quitando una tradición de México, —porque es tradición en México que los papás le den de nalgadas, cachetadas, pellizcos y les jalen las orejas".
Bajo una nueva administración de Alejandro Montaño en el IMER, a finales de 1991 argumentando falta de audiencia y falta de fondos se anunció que Radio RIN terminaría el 15 de noviembre de ese año y se convertiría de nuevo en una estación de música tropical y de deportes. El personal de la estación, incluida Martha Romo, renunciaron el 21 de octubre de 1991, lo cual generó la atención de los medios de comunicación. Los inconformes llamaron a una conferencia de prensa donde expusieron sus argumentos. La exsecretaria ejecutiva, María Eugenia Llerenas, encabezó la resistencia al cierre, logrando reunir 6 mil firmas de apoyo, así como el respaldo de grupos académicos y universitarios en contra de la decisión de Montaño. Se convocaron a protestas, la primera ocurrida fuera de la estación el 19 de noviembre de 1991, a la cual sucedieron otras, las cuales nunca fueron atendidas por el director del IMER. Muchos niños y niñas enviaron, igualmente, cartas al director del IMER pidiendo que no quitaran la frecuencia.
El 21 de octubre Alejandro Montaño dio una conferencia a medios, ofreciendo cifras del bajo índice de audiencia de la estación, con un 0.1% de índice de audiencia y que no había logrado consolidarse en el gusto del público. "XERIN es una estación del IMER que, diseñada originalmente para la captación de un público infantil no recuperado por ninguna otra emisora del cuadrante, no logró consolidar una propuesta de efectiva penetración en este sector de la población", se leía en el comunicado de prensa dado ese día. Los inconformes apelaron los datos de Montaño, e indicaron que las cifras para sustentar las afirmaciones fueron hechas con una mala metodología, ya que se encuestó a adolescentes y adultos. Buscaron dialogar y convencer a través de las esposas de altos funcionarios del gobierno de México como el presidente Carlos Salinas de Gortari y el secretario de Gobernación, Fernando Gutiérrez Barrios, de revertir la decisión, infructuosamente. 
La última transmisión de Radio RIN fue el 17 de marzo de 1992, cuando el equipo de la estación, inconforme por el cierre, leyó un comunicado de prensa bajo el título de "Muere Radio RIN".
Debido a las protestas por su cierre y el ser convertida de nuevo en una estación de música tropical, La tropical del cuadrante (XERPM), fue creada en esta estación una barra infantil. Debido a la renuncia y a la resistencia del cierre, Martha Romo y su familia fueron hostigados, y la funcionaria afirma haber sido reprimida por parte de Montaño, quien presuntamente habría promovido que no fuera contratada en otras radios. Igualmente Romo afirma que la prensa de entonces fue obligada a callar ante el hecho, lo cual fue cubierto solo por la revista Proceso. y el periódico La Jornada en su suplemento La Jornada Niños

## Premios y distinciones
- 1991 - Premio Mundial de Medios, The Population Institute.